# Lucyna Podhalicz
Lucyna Sabina Podhalicz z domu Hałasik (ur. 25 listopada 1965 w Nowej Sarzynie) – polska menedżer służby zdrowia, polityk i urzędniczka samorządowa, w latach 2018–2020 wicewojewoda podkarpacki.

## Życiorys
Studiowała socjologię w Państwowej Wyższej Szkole Wschodnioeuropejskiej w Przemyślu i na Uniwersytecie Rzeszowskim. Absolwentka podyplomowego Studium Literacko-Artystycznego Uniwersytetu Jagiellońskiego oraz studentka studiów menedżerskich w Szkole Głównej Handlowej.
Była dyrektorem biura Marka Kuchcińskiego. W 2001 przedstawiła Sejmowi projekt ustawy obywatelskiej o ochronie dzieci przed szkodliwymi treściami w mediach. W latach 2006–2010 i  2014–2018 zasiadała w radzie miejskiej Przemyśla jako członek Prawa i Sprawiedliwości; w drugiej kadencji będąc wiceprzewodniczącą i przewodniczącą organu. W 2010 bezskutecznie ubiegała się o mandat. Od 2014 do 2016 była dyrektorem Obwodu Lecznictwa Kolejowego SP ZOZ w Przemyślu, a w 2014 dyrektorem przedszkola. Od 2016 do 2018 pełniła funkcję zastępcy dyrektora ds. organizacji lecznictwa otwartego i rozwoju Wojewódzkiego Szpitala im. św. Ojca Pio w Przemyślu. Członek zarządu głównego Stowarzyszenia Rodzin Katolickich Archidiecezji Przemyskiej.
12 lutego 2018 objęła stanowisko wicewojewody podkarpackiego. W 2019 bez powodzenia kandydowała do Sejmu (zdobyła 6072 głosy). W listopadzie tego samego roku została pełniącą obowiązki wojewody do czasu wyboru następcy. Wykonywała je do stycznia 2020, gdy Ewa Leniart ponownie została wojewodą. W tym samym miesiącu odeszła ze stanowiska wicewojewody. W czerwcu 2020 została wiceprezesem zarządu spółki PGNiG Technologie z siedzibą w Krośnie, przedsiębiorstwa zależnego od Polskiego Górnictwa Naftowego i Gazownictwa.
W dniu 1 lutego 2024 r. została zatrzymana w związku ze śledztwem w sprawie przywłaszczenia pieniędzy. 
Jest mężatką, ma dwóch synów.